# Phytodietus exareolatus
Phytodietus exareolatus là một loài tò vò trong họ Ichneumonidae.